# История на Microsoft Windows
През 1983 г. от Microsoft oбявяват плановете си за разработката на Windows, графичен интерфейс (GUI) за тяхната операционна система (MS-DOS), която е била пусната за IBM персонални компютри и съвместими компютри от 1981 г. Оттогава от Microsoft са пуснали много версии на Windows и този продукт се е превърнал от графичен интерфейс в модерна операционна система.

## Ранна история: разширяването на MS-DOS

### Windows 1.0
Първата независима версия на Microsoft Windows, версия 1.0, пусната на 20 ноември 1985 г., постигнала малка популярност. Щяла е да бъде наречена „Интерфейс мениджър“, но Роулънд Хансън, началникът на маркетинга в Microsoft убедил компанията, че името „Windows“ ще допадне повече на клиентите. Windows 1.0 не бил напълно операционна система, а по-скоро „операционна среда“, разширение на MS-DOS, и споделяла грешките и проблемите на MS-DOS. Първата версия на Microsoft Windows включвала проста графична програма за рисуване, наречена Windows Paint, програма за писане Windows Write, календар с възможност за вписване на уговорки в него, личен информационен мениджър – „cardfile“, бележник Microsoft Notepad, часовник, контролен панел, компютърен терминал, клипборд – Clipboard и RAM драйвер, а също и MS-DOS Executive и игра на име Reversi.
Microsoft са работили с Apple, за да създадат няколко аксесоара за десктоп и друг софтуер, който впоследствие били включени в ранния Macintosh. Като част от бизнес преговорите, Microsoft дали разрешение за някои неща от интерфейса на Macintosh на Apple. По-късно, в съдебния процес, районният съд обобщил тези неща като „screen displays“. В развитието на Windows 1.0, Microsoft нарочно ограничили заемането на някои елементи от графичния интерфейс (GUI) на Macintosh, за да се придържат към разрешителното си.
Например, прозорците се показват само долепени един до друг на екрана, те не можели да се покриват един друг. Нямало икона за кошчето, с която да се изтриват файлове, откакто Apple притежавали авторски права върху това.

### Windows 2.0
Microsoft Windows 2.0 излиза на 9 декември 1987 г. и се е оказал малко по-популярен от предшественика си. По-голямата част от популярността му се дължи на това, че е „run-time версия“ и заради новите графични Microsoft приложения Excel и Word. Те можели да бъдат пуснати от MS-DOS. За да работят при тяхното стартиране и Windows се стартирал, а след затварянето им, Windows се изключвал.
Microsoft Windows получил голяма подкрепа, когато програмата Aldus PageMaker се появила и за Windows, докато преди била само за Macintosh. Някои компютърни историци отбелязват тази първа поява на значима програма, създадена не от Microsoft, за операционната система Windows, като началото на успеха на Windows.
Версия 2.0x използва модела на паметта Real mode, който я ограничавал до максимум един мегабайт памет. В тази конфигурация, тя може да бъде пусната и на друг мултитаскър като DESQview, който използва 286 Protected mode (защитен режим).

### Windows/286 2.1 и Windows/386 2.1
По-късно две нови версии излезли на пазара: Windows/286 2.1 и Windows/386 2.1. Като предишната версия на Windows, Windows/286 2.1 използвала режимът Real mode, но е била първата версия, която поддържала HMA (High Memory Area). Windows/386 2.1 работи в Protected mode с LIM-standart EMS емулация, предшественика на XMS, който най-после щял да промени топологията на компютърните изчисления на IBM.
Версия 2.03, и по-късно 3.0, се изправили пред предизвикателство от Apple заради застъпващите се прозорци и други свойства. Apple обвинява в копиране на привидно защитения с авторско право „изглед и усещане“ на тяхната операционна система и в произвеждане на копия на Macintosh. Съдия Уилям Шварцер отхвърлил всички 189 твърдения на Apple за нарушение на авторското право, освен 10, и постановил, че повечето от тези 10 идеи не могат да се защитят с авторско право.

## Успехът с Windows 3.0
Microsoft Windows отбелязал значителен успех с Windows 3.0, пуснат през 1990 г. В сравнение с Windows/386, освен че са били подобрени приложенията, Windows 3.0 позволявал на потребителите да извършват по няколко задачи едновременно (мултитаскинг) на по-стар софтуер, базиран на MS-DOS. Това станало благодарение на запознаването с виртуалната памет.
Потребителският интерфейс на Windows 3.0 вече станал сериозен конкурент на този на Macintosh. По това време графиката на компютрите била подобрена, благодарение на това, че VGA видео картите и режимът Protected/Enhanced позволявали на Windows приложенията да използват повече памет по по-добър начин, за разлика от техните DOS дубликати. Windows 3.0 може да бъде пуснат в режимите Real, Standard или 386 Enhanced и е съвместим с всеки Intel процесор от 8086/8088 до 80286 и 80386. Това била първата версия на Windows, която можела да изпълнява програми в защитен режим.
„Мултимедийна“ версия – Windows 3.0 с Multimedia Extensions 1.0 – била пусната няколко месеца по-късно. Тя вървяла заедно с мултимедийни ъпдейтове, обхващащи CD-ROM и звукова карта, като например Creative Labs Sound Blaster Pro. Тази версия била предшественик на мултимедийните свойства, достъпни в Windows 3.1 и в по-късните версии, и била част от спецификацията на Microsoft за Мултимедиен персонален компютър (PC).
Свойствата, изброени по-горе и растящата подкрепа на пазара от софтуерни разработчици на приложения, направили Windows 3.0 много успешна версия. За две години, преди излизането на версия 3.1, на пазара са продадени около 10 милиона копия на Windows 3.0. Тази версия станала главен източник на доходи на Microsoft и накарала компанията да си припомни някои от по-старите си планове.

## Стъпка напред: OS/2
От средата до края на осемдесетте години на XX в. Microsoft и IBM заедно разработвали OS/2 като заместител на DOS. OS/2 щял да се възползва напълно от гореспоменатия режим Protected mode на процесора Intel 80286 и щял да има до 16Mb памет. OS/2 1.0, пуснат през 1987 г., поддържал смяната на задачи и изпълнението на няколко задачи едновременно и позволявал пускане на DOS програми.
Графичния потребителски интерфейс (GUI), наречен Presentation Manager (PM), не можел да работи с OS/2, докато през 1988 г. не била пусната версия 1.1. Нейният приложно-програмен интерфейс бил несъвместим с Windows. Една от причините била, че Presentation Manager поставял координатите 0 на X,Y в долния ляв ъгъл на екрана, докато Windows ги слагал в горния ляв ъгъл на екрана, както е и при други прозоречни компютърни операционни системи. Версия 1.2, пусната през 1989 г., представила нова файлова система, HPFS, която щяла да замести файловата система FAT.
Рано през деветдесетте години на XX в. се развива конфликт във взаимоотношенията на Microsoft и IBM. Те си сътрудничели при създаването на техните компютърни операционни системи и всяка от компаниите имала достъп до сорс кода на другата. От Microsoft искали да продължат да разработват Windows, докато от IBM искали продължение на работата върху OS/2. В опита си да разрешат този проблем, IBM и Microsoft се съгласили IBM да работят върху OS/2 2.0, заменяйки OS/2 1.3 и Windows 3.0, а Microsoft да правят нова операционна система, OS/2 3.0, която да замени по-късно OS/2 2.0.
Това споразумение скоро се разпаднало и връзката между Microsoft и IBM била прекъсната. IBM продължили да развиват OS/2, докато Microsoft сменили името OS/2 3.0 (още докато не бил пуснат на пазара) на Windows NT. Двете компании запазили правата да използват OS/2 и Windows технологиите заради прекратяването на споразумението; затова Windows NT трябвало да бъде пренаписан наново, и то почти самостоятелно от Microsoft.
След един промеждутък от време след версия 1.3, през който проблемите на серията 1.x били решавани, през 1992 г. IBM пуснали OS/2 версия 2.0. В нея имало големи подобрения: характеризирала се с нов, обектно-ориентиран графичен интерфейс, наречен Workplace Shell (WPS). Той включвал десктоп и много хора го считали за най-доброто в OS/2. По-късно Microsoft имитирали този интерфейс в своя Windows 95. Версия 2.0 предосатавяла и пълен 32-битов приложно-програмен интерфейс, който предлагал спокойно изпълняване на много задачи едновременно и можела да се възползва от четирите гигабайта от адреси, място, предоставено от Intel 80386. Въпреки това, по-голямата част от системата била 16-битова. Ето защо и драйверите на устройствата трябвало да бъдат 16-битови. А това, от своя страна, било една от причините за продължителната липса на OS/2 драйвери за най-новите устройства. Версия 2.0 можела също и да пуска DOS и Windows 3.0 програми, откакто IBM си запазили правото да използват кода на DOS и Windows като резултат от нарушението на споразумението.

## Windows 3.1 и NT

### Windows 3.1
В отговор на наближаващото откриване на OS/2 2.0, Microsoft работили върху Windows 3.1 (пуснат през 1992 г.), който включвал няколко малки подобрения на Windows 3.0 (като например показването на TrueType шрифтовете, създадени отчасти от Apple), а също и мултимедийна поддръжка. В тази версия поддръжка на Real mode не била включена. Тя можела да се стартира само на процесори Intel 80286 и по-добри от него.

### Windows 3.11
По-късно Microsoft пуснали Windows 3.11, подобрена версия на Windows 3.1, която съдържала всички ъпгрейдове, създадени след излизането на Windows 3.1.

### Windows for Workgroups
По същото време Microsoft пуснали и „Windows за работни групи“ (Windows for workgroups – WfW), съществуващ като добавка към Windows 3.1, и като пакет, който включвал основната оперативна среда на Windows и подобрения на мрежовите възможности. „Windows за работни групи“ имал подобрени мрежови драйвери и мрежови протоколи и поддържал равноправни мрежи (peer-to-peer). Едно изтегляне по избор за WfW били „Wolverline“ TCP/IP протоколите, които позволявали по-лесен достъп до Интернет през корпоративни мрежи. Имало две версии на Windows for Workgroups, WfW 3.1 и WfW 3.11. За разлика от предишните версии, Windows for Workgroups 3.11 се изпълнявал само в режим 386 Enhanced, затова се нуждаел от процесори Intel 80386SX или по-добри от него.

### Успехът на серията Windows 3.1x
Всички тези версии продължили впечатляващата степен на продажби на версия 3.0. Въпреки че на серията 3.1x все още липсвали повечето от важните характеристики на OS/2, като например дълги имена на файлове, десктоп, система за предпазване от програми, работещи неправилно, Microsoft бързо превзели пазара за операционни системи и графичен интерфейс за IBM компютри. Приложно-програмният интерфейс на Windows станал стандартен софтуер за потребителя.

### Windows NT 3.1
Междувременно от Microsoft продължавали да работят върху Windows NT. Главният архитект на системата бил Дейв Кътлър, един от ръководителите в проектирането на VMS в Digital Equipment Corporation (корпорация, купена по-късно от Compaq, а сега – част от Hewlett-Packard). Microsoft го наели през август 1988 г., за да направи заместник на OS/2, но вместо това Кътлър създал съвършено нова операционна система. Кътлър работил върху продължението на VMS на DEC, наречено Mica, и когато от DEC отхвърлили проекта, той пристигнал при Microsoft с професионалните си умения и 20 инженера. От DEC вярвали, че той занесъл на Microsoft самата разработка на Mica и затова се стигнало до съд. Microsoft платили 150 милиона долара и се съгласили да направят Windows NT съвместим с процесора на DEC – Alpha. Windows NT 3.1 (от маркетингът на Microsoft искали да се разбере, че Windows NT е продължението на Windows 3.1), излязъл под форма на Бета версия за софтуерните разработчици на Професионалната Конференция на Професионалните Софтуерни Разработчици през юли 1992 г. в Сан Франциско.

### Cairo
По време на същата конференция (Конференцията на Професионалните Софтуерни Разработчици в Сан Франциско през юли 1992 г.) Microsoft съобщили намеренията си да създадат нова операционна система, която да обединява и замества Windows NT и Windows 3.1. Тази нова версия имала кодовото име Cairo (Кайро). Cairo се оказал много по-труден проект, отколкото Microsoft очаквали – в резултат, NT и Chicago (кодово име на Windows 95) нямало да могат да бъдат обединени до появата на Windows XP. Части от „Кайро“ все още не са успели да намерят място в Windows – например WinFS – твърде шумно рекламираната Обектно-ориентирана Файлова Система на „Кайро“. От Microsoft съобщили, че са преустановили излизането на WinFS за Windows XP и отделно за Windows Vista и че постепенно ще влезе в състава на други технологии и продукти, подготвени за WinFS, особено Microsoft SQL Server.

### Проблемът с драйверите при Windows NT
Забелязвала се липса на поддръжка на драйвери заради нарастващите програмни трудности при работа с абстрактния модел на висшия хардуер на Windows NT. Този проблем преследвал NT през цялото време до появата на Windows 2000. Програмистите се оплаквали, че било твърде трудно да се създават драйвери за Windows NT, а хардуерните разработчици не можели да разрешат проблема, че създавали драйвери само за малка част от пазара.

### Успехът и възможностите на Windows NT
Въпреки че позволява по-голяма производителност и по-пълна експлоатация на системни ресурси, Windows NT имал много възможности също и на ограничен хардуер, но бил подходящ за по-големи и скъпи машини. Заради тези си характеристики Windows NT станал перфектен за LAN сървър маркета (който през 1993 г. отбелязвал голям успех, защото офис мрежите ставали нещо обичайно). NT имал и разширени опции за мрежови връзки и ефикасната NTFS файлова система. Windows NT бил и първият Windows с хибридно ядро.

### Поява на 32-битов API
Един голям напредък, направен от Microsoft за Windows NT бил 32-битовият приложно-програмен интерфейс (API), който заместил 16-битовия Windows API. Този приложно-програмен интерфейс бил наречен Win32, а оттогава нататък Microsoft се обръщали към по-стария 16-битов приложно-програмен интерфейс като Win16. Win32 имал 3 основни превъплъщения: за Windows NT, за Win32s (вид Win32, който можел да се използва от Windows 3.1), и за Chicago. Ето защо Microsoft търсили начин да осигурят до някаква степен съвместимост между дизайна на Chicago и Windows NT, въпреки че имали коренно различни вътрешни архитектури.

## Windows 95 (Chicago)
След Windows 3.11 от Microsoft започнали да работят върху нова операционна система за потребителите, която имала кодовото име Chicago. Chicago бил проектиран да поддържа 32-битов мултитаскинг като OS/2 и Windows NT, въпреки че 16-битовото ядро щяло да бъде запазено за обратна съвместимост. Приложно-програмния интерфейс Win32, видян за първи път в Windows NT, бил определен за стандартен 32-битов програмен интерфейс, като съвместимостта с Win16 се запазвала чрез техника, наречена „thunking“. Нов графичен потребителски интерфейс не бил предвиден. Въпреки това били взети някои елементи от потребителския интерфейс на Cairo, но за сметка на други аспекти от продукта, които не били включени (като например Plug and Play).
Microsoft не направили целия Windows 32-битов, части от него останали 16-битови (въпреки че не се използвал директно Real Mode) заради редица причини, свързани със съвместимостта, производителността и времето за работа върху Windows 95.
От маркетингът на Microsoft определили Windows 95 за име на продукта на Chicago при излизането си на 24 август 1995 г. Microsoft имали двойна полза от излизането на тази нова версия: първо, клиентите вече нямали възможност да работят с Windows 95 на по-евтин DOS, който не бил произвеждан от Microsoft и второ, въпреки че следите от DOS никога не били напълно заличени от системата, а версия на DOS се зареждала при стартиращия процес, приложенията на Windows 95 се стартирали единствено в режима 386 Enhanced Mode с 32-битово адресно пространство и виртуална памет. Тези свойства направили възможно Win32 приложенията да използват до 2 гигабайта виртуална RAM (с допълнително други 2GB, запазени за операционната система), и фактически ги предпазвали от повреждане на паметта по невнимание от други Win32 приложения. В това отношение функционалността на Windows 95 се доближила до тази на Windows NT, въпреки че Windows 95/98/ME не поддържали повече от 512Mb физическа RAM памет.
IBM продължили да продават OS/2, създавайки по-нови версии – OS/2 3.0 и OS/2 4.0 (също наречени и Warp). В отговор на оплакванията за високи хардуерни изисквания на Os/2 2.0, версия 3.0 била със значително подобрени скорост и пространство. Преди Windows 95 да излезе OS/2 Warp 3.0 дори се преинсталирала срещу заплащане от големи германски вериги за хардуерна търговия. Въпреки това, с появяването на Windows 95, продуктът Os/2 започнал да губи подкрепата на пазара.
Вероятно е невъзможно да се избере една определена причина за провала на OS/2. Докато OS/2 продължила да поддържа приложения на Windows 3.1, на тази операционна система липсвала поддръжка на всичко освен на Win32s дяла от Win32 API. IBM нямали достъп до сорс кода на Windows 95, за разлика от този на Windows 3.1, и не били склонни да дадат време и ресурси за да се съревновават с Win32 API. По-късно IBM предсатавили OS/2 в делото „Съединените щати срещу Microsoft“, обвинявайки Microsoft в нечестни маркетингови тактики от тяхна страна.
Microsoft пуснали пет различни версии на Windows 95 на пазара:
- Windows 95 – оригинална версия
- Windows 95 A – включва интегриран Windows 95 OSR1 в инсталацията.
- Windows 95 B – (OSR2) включва няколко значими подобрения, Internet Explorer (IE) 3.0 и пълна поддръжка на FAT32.
- Windows 95 B USB – (OSR2.1) прибавена е основна USB поддръжка.
- Windows 95 C – (OSR2.5) притежава всички гореспоменати свойства плюс IE 4.0. Това е била последната произвеждаща се 95 версия.

OSR2, OSR2.1 и OSR2.5 не излезли за широката публика, а само за OEM-ове, които презареждали операционната система на компютри. Някои компании продавали нови хард дискове с преинсталиран OSR2 (като официално се оправдават с това, че е нужен за капацитета на хард диска).
Първият Microsoft Plus! пакет е бил продаден за Windows 95.
Има няколко пакета:
- Microsoft CHICAGO Preliminaly Release – August 1993
- Microsoft CHICAGO Beta 1 – May 1994
-Windows 95 Pre-Beta
-Windows 95 Beta 1
-Windows 95 Beta 1.4
-Windows 95 Beta 2
-Windows 95 Beta 3
-Windows 95 Test Realise • January
-Windows 95 Beta Version Marz 95
-Windows 95 – Microsoft Internet Explorer
-Windows 95 April Test Release
-Windows 95 May Test Release
-Windows 95 – Microsoft PLUS!
-Windows 95

## Windows NT 4.0
Microsoft пуснали на пазара Windows NT 4.0, който се характеризирал с новия Windows 95 интерфейс, съчетан с ядрото на Windows NT (съществувала добавка за разработчиците, която прилагала на NT 3.51 новия потребителски интерфейс)
Windows NT 4.0 излязъл в пет издания:
- Windows NT 4.0 Workstation
- Windows NT 4.0 Server
- Windows NT 4.0 Server, Enterprise Edition (поддържа множество процесори (SMP))
- Windows NT 4.0 Terminal Server
- Windows NT 4.0 Embedded

## Windows CE 1.0
На 16 ноември 1996 г. на пазара излязъл Windows CE 1.0 (официално познат като Windows Embedded Compact). Тази версия на Windows била първата, предназначена за вградени системи.

## Windows 98
На 25 юни 1998 г. излиза Windows 98. Той включва нови драйвери за хардуера и по-добра поддръжка на файловата система FAT32, което позволява поддръжката на дялове на диска, по-големи от максимумът на Windows 95 – 2GB. USB поддръжката в Windows 98 е далеч по-добра заради ненадеждната поддръжка, осигурена от OEM (от англ. Original Equipment Manufacturer) изданията на файловия мениджър Explorer. Това дало повод за делото „Съединените щати срещу Microsoft“, където се търсил отговор на въпроса дали Microsoft злоупотребяват с мястото си на пазара за компютърни операционни системи като се състезават нечестно с компании като Netscape.
През 1999 г. Microsoft пускат Windows 98 Second Edition (Второ Издание) – временно издание, в което най-забележителна промяна била добавката на Споделяне на Интернет Връзка. Това било форма на Адресна Транслация, която позволява няколко компютъра, свързани в LAN мрежа да споделят една Интернет връзка. Хардуерната поддръжка през драйверите на устройствата е подобрена в тази версия. Множество малки проблеми от оригиналния Windows 98 са отстранени. Според някои това е най-стабилната версия от серията Windows 9x – коментаторите казвали, че бета версията на Windows 98 била по-стабилна от последната (гама) версия на Windows 95.

## Windows 2000
Microsoft пуснали Windows 2000, познат като Windows NT 5.0 от времето, когато все още бил в процес на създаване. Бил успешно предоставен на пазара за сървъри и за работни станции (workstations). Между най-значимите нови характеристики на Windows 2000 била Active Directory, почти пълен заместник на NT 4.0 Windows Server domain модела, който е довел до създаването на стандартните за индустрията технологии като DNS, LDAP и Kerberos, за да могат компютрите да се свързват един с друг. Terminal Services, преди само достъпен като отделно издание на NT 4, сега присъствал във всички сървърни версии. Присъединени били и някои неща от Windows 98, като например подобрени Device Manager, Windows Media Player и преразгледан DirectX, който направил възможно за първи път играенето на модерни игри на NT ядрото. Windows 2000 също е и последната Windows операционна система, с NT ядро, при която липсвала Активация на Windows чрез лицензен ключ.
Докато Windows 2000 ъпгрейдовете били достъпни за Windows 95 и Windows 98, Windows 2000 не бил замислян за използване от домашни потребители.
Windows 2000 бил достъпен в шест издания:
- Windows 2000 Professional
- Windows 2000 Server
- Windows 2000 Advanced Server
- Windows 2000 Datacenter Server
- Windows 2000 Advanced Server Limited Edition (ограничена версия)
- Windows 2000 Datacenter Server Limited Edition (ограничена версия)

## Windows Millenium Edition (Me)
През септември 2000 г. Microsoft представили Windows Me (Millenium Edition), който ъпгрейднал Windows 98 с подобрена мултимедия и Интернет настройки. В Windows Me се появява и първата версия на System Restore – инструмент, позволяващ на потребителите да връщат системата си до последната точка на възстановяване с работещи настройки в случай на грешка в системата. System Restore е забележителен инструмент, който успял да си пробие път и към Windows XP. В Windows Me била въведена и първата версия на Movie Maker.
Windows Me започнал като бърз едногодишен проект, който служел за временен продукт между Windows 98 и Windows XP. Много от новите характеристики вече били достъпни от сайта на Windows Update като ъпдейтове за по-стари версии на Windows (System Restore и Windows Movie Maker били изключения). В резултат Windows Me не бил признат за уникална операционна система. Windows Me бил широко критикуван заради сериозните проблеми в стабилността и заради липсата на Real Mode поддръжка за DOS. Ето защо бил и наричан „Mistake Edition“ (Изданието на грешките) или Me било тълкувано като като „Many Errors“ (Много Грешки). Windows Me била последната операционна система, базирана на Windows 9x ядро и MS-DOS. Също така е и последният 32-битов продукт от Microsoft Windows, който нямал активация чрез лицензен ключ.

## Windows XP
През 2001 г. на пазара излязъл Windows XP (с кодовото име „Whistler“). Сливането на операционните систтеми Windows NT/2000 и Windows 95/98/Me най-после било постигнато в Windows XP. Тази операционна система ползва ядрото на Windows NT 5.1, отбелязвайки влизането на Windows NT ядрото на потребителския пазар, заменяйки остаряващия 16/32-битов клон. Първоначалната версия срещнала значително количество критики, особено в областта на сигурността. Това довело до създаването на три важни пакета с обновления (Service Packs – SP). Windows XP SP1 излязъл през септември 2002 г., SP2 излязъл през август 2004 г., а SP3 – през април 2008 г. Вторият пакет за обновления (Service Pack 2) осигурявал значителни подобрения и окуражил навлизането на XP както сред домашните потребители, така и сред бизнес потребителите. Windows XP се задържал повече от всяка друга версия на Windows – от 2001 г. до 30 януари 2007 г., когато се появила новата операционна система Windows Vista.
Windows XP е достъпен в няколко издания:
- Windows XP Home Edition – за персонални компютри и лаптопи
  - Windows XP Home Edition N – като горното издание, но без инсталиране на Windows Media Player по подразбиране, както било наредено от Европейският съюз
- Windows XP Professional – за бизнес потребители и такива, които имат нужда от нещо по-добро от нормалното
  - Windows XP Professional N – като горното издание, но без инсталиране на Windows Media Player по подразбиране, както било наредено от Европейският съюз
- Windows XP Media Center Edition (MCE) – издание, излязло през ноември 2002 г. за персонални компютри и лаптопи, наблягащо на домашните развлечения
  - Windows XP Media Center Edition 2003
  - Windows XP Media Center Edition 2004
  - Windows XP Media Center Edition 2005 – излязъл на 12 октомври 2004 г.
- Windows XP Tablet PC Edition – за Tablet компютри
  - Windows XP Tablet PC Edition 2005
- Windows XP Embedded – за вградени системи
- Windows XP Starter Edition – за нови компютърни потребители в развиващите се държави
- Windows XP Professional x64 Edition – излязъл на 25 април 2005 г. за домашни компютри и работни станции, служещи си с 64-битов процесори, базиран x86-64 група от команди, създадена от AMD като AMD64; Intel нарича своята версия Intel 64
- Windows XP 64-bit Edition – издание за серията процесори на Intel Itanium; поддържа 32-битова съвместимост единствено чрез софтуерен емулатор. Характеристиките му са почти същите като на Windows XP Professional. Производството на това издание е спряно, когато и последният продавач на работни станции с Itanium спрял да продава Itanium системи като „Работни Станции“.
  - Windows XP 64-bit Edition 2003 – базиран на кодовата база на Windows NT 5.2

## Windows Server 2003
На 24 април 2003 г. Microsoft пуснали в действие Windows Server 2003, представляващ значителен ъпгрейд на Windows 2000 Server, който обхаща много нови свойства, свързани със сигурността. Включен бил и нов съветник „Управлявай Своя Сървър“ („Manage Your Server“), който опростява настройването на компютъра за специфични цели и подобрява производителността. Тази версия се наричала NT 5.2. Няколко услуги, които не са много важни за сървъра са изключени по подразбиране по причини, свързани със стабилността на системата. Най-забележителните от тях са „Windows Audio“ (позволява възпроизвеждане на звуци) и „Themes“ (позволява използване на теми) услугите. Потребителите трябва ръчно да ги включват, за да получат звук или изгледа „Luna“ (като на Windows XP). По подразбиране е изключен и Hardware Acceleration – потребителите трябва сами да го включат, ако се доверяват на драйвера на видео картата си.
През декември 2005 г. Microsoft пуснали Windows Server 2003 R2, който всъщност представлява Windows Server 2003 със SP1 (Service Pack 1), както и допълнителен пакет. Сред новите свойства са редица приложения за управление за офиси, файлови услуги, принтиране и интеграция на идентичността на компании.
Windows Server 2003 е достъпен в шест издания:
- Windows Server 2003 Web Edition (32-битов)
- Windows Server 2003 Standard Edition (32 и 64-битов)
- Windows Server 2003 Enterprise Edition (32 и 64-битов)
- Windows Server 2003 Datacenter Edition (32 и 64-битов)
- Windows Server 2003 Small Business Server (32 и 64-битов)
- Windows Server 2003 Storage Server

## Windows Fundamentals for Legacy PCs
През юни 2006 г. излязла версия на Windows XP Service Pack 2 за тънки клиенти, наречена Windows Fundamentals for Legacy PCs (WinFLP). Тази версия е достъпна само за клиенти на проекта (Microsoft) Software Assurance (SA). Целта на WinFLP е да даде на компаниите опция за ъпгрейд, приложима за по-стари компютри, които работят с Windows 95, 98 и Me. Те ще бъдат поддържани с ъпдейтове за следващите няколко години. Повечето потребитлски приложения ще бъдат изпълнявани на отделни машини, използващи Citrix или Terminal Services.

## Windows Home Server
Windows Home Server (с кодовото име Q, Quattro) e продукт, базиран на Windows Server 2003. Появата на тази операционна система е обявена от Бил Гейтс на 7 януари 2007 г. Windows Home Server може да бъде настроен и управляван като се използва конзолна програма, която трябва да бъде инсталирана на клиентския компютър. Сред новите характеристики са Споделяне на Медия (Media Sharing), създаване на бекъп (backup) на отдалечени или местни устройства и дублиране на файлове.

## Windows Vista
Windows Vista (с кодовото име Longhorn) излязъл на 30 ноември 2006 г. Предназначена за бизнес клиенти. тази версия била последвана от други потребителски версии на 30 януари 2007 г. Windows Vista имал претенции за подобрена сигурност заради новият потребителски режим наречен User Account Control (Контрол над Потребителските акаунти), който замествал философията на Windows XP – „администратор по подразбиране“. Vista също така се характеризира с нови допълнения за графиката, с новия графичен потребителски интерфейс Windows Aero, нови приложения (като Windows Calendar (Календар), Windows DVD Maker и някои нови игри, като Chess (Шах), Mahjong и Purble Place, с прегледана и версия на Internet Explorer с подобрена сигурност, нова версия на Windows Media Player, и с голям брой съществени архитектурни промени.
Windows Vista се появява в шест издания:
- Windows Vista Starter – версия, достъпна само в развиващите се страни
- Windows Vista Home Basic
- Windows Vista Home Premium
- Windows Vista Business
- Windows Vista Enterprise – версия, достъпна само за големия бизнес и предприятия
- Windows Vista Ultimate – комбинира Home Premium и Business

## Windows Server 2008
Windows Server 2008, излязъл на 27 февруари 2008 г., бил познат с кодовото име на Windows Server – „Longhorn“. Windows Server 2008 се гради на основата на технологичния и свързан със сигурността напредък от Windows Vista и е доста по-променен от предшественика си, Windows Server 2003. По време на Конференцията на Професионалните Софтуерни Разработчици през 2008 г. Microsoft съобщили за появата на Windows Server 2008 R2, сървърен вариант на Windows 7. Windows Server 2008 R2 е само 64-битов (x64 и Itanium).
Windows Server 2008 има десет издания:
- Windows Server 2008 Standard Edition (32-битов и 64-битов)
- Windows Server 2008 Enterprise Edition (32-битов и 64-битов)
- Windows Server 2008 Datacenter Edition (32-битов и 64-битов)
- Windows HPC Server 2008
- Windows Web Server 2008 (32-битов и 64-битов)
- Windows Storage Server 2008 (32-битов и 64-битов)
- Windows Small Business Server 2008 (32-битов и 64-битов)
- Windows Essential Business Server 2008 (32-битов и 64-битов)
- Windows Server 2008 for Itanium-based Systems – за Itanium системи
- Windows Server 2008 Foundation Server

## Windows 7
Windows 7, планиран като тригодишен проект, излезе на 22 юли 2009 г. Бил познат с кодовите си имена Blackcomb и Vienna.
Някои от характеристиките на Windows 7 са по-бързото стартиране, Device Stage, Windows PowerShell, по-ненатрапчив Контрол над Потребителските Акаунти (User Account Control), Multi-touch, подобрено управление на прозорците, homegroup networking, много thumbnails за комбинирани бутони в лентата за задачите и по-добро управление на енергията на лаптопите. Неща, които не присъстват в Windows 7, за разлика от Windows Vista, са сайдбара (въпреки това gadget-ите си остават) и няколко програми, които били премахнати, за да се подкрепи изтеглянето на техните Windows Live двойници.
Windows 7 излиза в шест издания:
- Starter (световно разпространена; само с новите персонални компютри)
- Home Basic (достъпна само на по-известните пазари)
- Home Premium
- Professional
- Enterprise (издание, достъпно само за бизнес клиенти с Volume-лиценз – лиценз, позволяващ ползването на един и същ ключ за няколко продукта)
- Ultimate (достъпна за продажба на дребно с ограничена наличност за OEMs)

Microsoft набляга на продажбите на Windoiws 7 Home Premium и Professional. Всички издания, освен Starter Edition, са достъпни в 32-битова и 64-битова версия. На 2 юни 2009 г. Microsoft обявили, че планират да пуснат Windows 7 на пазара на 22 октомври 2009 г. На 22 юли 2009 г. Microsoft съобщили за завършването на Windows 7 и Windows Server 2008 R2.

## Windows 8
На 26 октомври 2012 г. Microsoft пуска на пазара Windows 8. Windows 8 има преработен интерфейс, който има за цел да направи работата на устройства със сензорен екран по-лесна. Началното меню е заменено от начален екран, в която се закачат плочки на различни програми и приложения. Добавена поддръжка за Windows Store и приложения, написани специално за него и Windows 8. Windows 8 стартира по-бързо от Windows 7. Добавена е поддръжка за USB 3.0.
Windows 8.1 е подобрена версия на Windows 8, която излиза на 17 октомври 2013 г. Добавя малки подобрения, като връщането на бутона за начало в лентата за задачи и опция за промяна на размера на плочките в началния екран.

## Windows 10
Целта на Windows 10 е да се обединят семействата ОС на Windows Phone, Windows PC, Windows Embedded и Xbox One около общо вътрешно ядро. Тези продукти споделят обща, „универсална“ архитектура на приложенията и екосистема Windows Store, която разширява платформата Windows Runtime, въведена с Windows 8. В Windows 10 е реализирана по-нататъшна интеграция с услугите и платформите на Microsoft, като например добавянето на Cortana (интелигентен личен асистент), система за известия, които могат да бъдат синхронизирани между различни устройства, и нови функции Xbox Live. Windows 10 също въвежда нов уеб браузър – Microsoft Edge, който заменя Internet Explorer.